# Fauriellidae
 Fauriellidae zijn een familie van tripsen (Thysanoptera). De familie kent vier geslachten.

## Taxonomie
De familie kent de volgende geslachten:
- Fauriella
- Opisthothrips
- Parrellathrips
- Ropotamothrips